# Естадио Олимпико (Монтевидео)
Естадио „Олимпико“ (на испански: Estadio Olímpico) е многофункционален стадион в столицата на Уругвай гр. Монтевидео. На него играе домакинските си мачове футболният отбор „Рампла Хуниорс“. Капацитетът на Естадио Олимпико е 9500 места. Построен е през 1923 г.